# Juan de Pedro de Médici

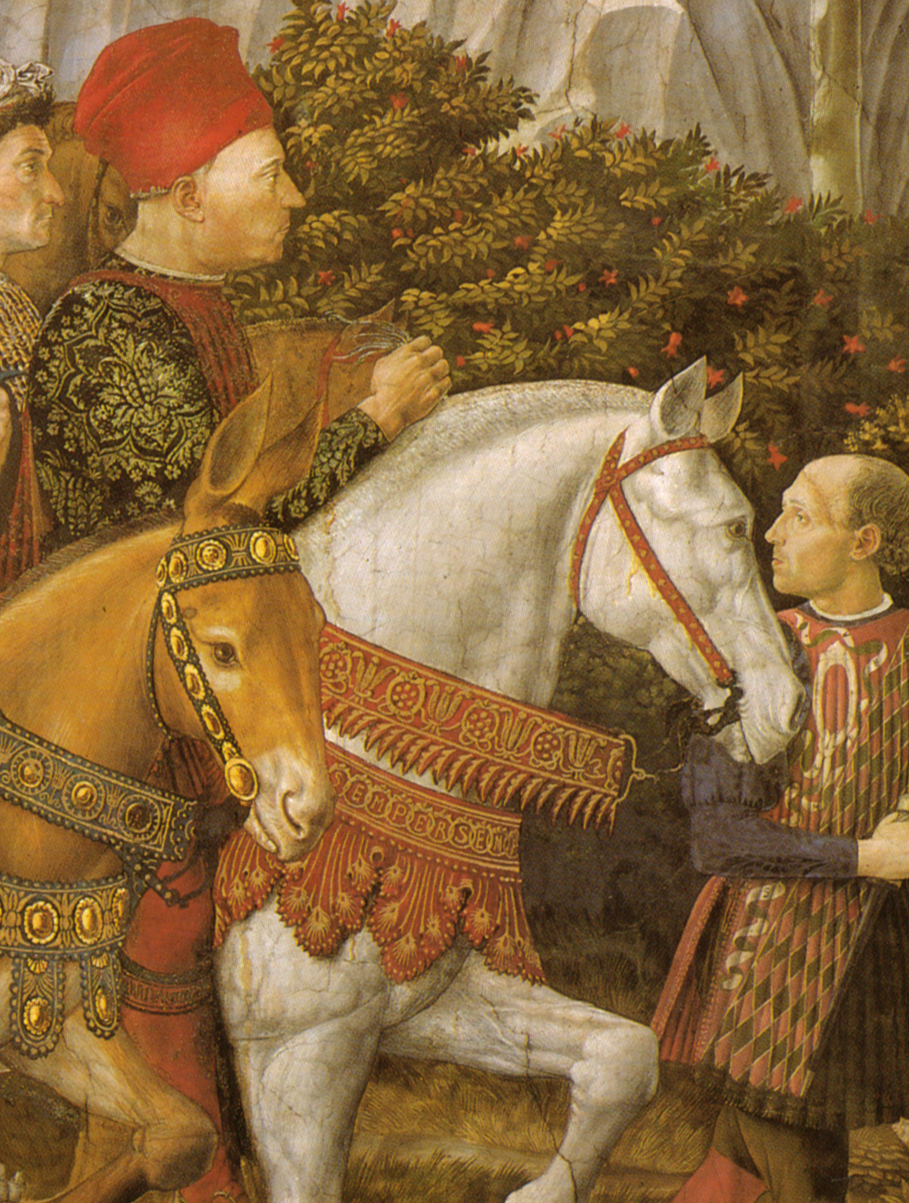
Benozzo Gozzoli, Retrato de Giovanni di Piero de' Medici

Juan de Médici (c. 1444 - ?), hijo natural de Pedro el Gotoso, medio hermano de Lorenzo el Magnífico.

## Biografía
Sus noticias biográficos son escasas, probablemente nace antes del matrimonio de Pedro con Lucrecia Tornabuoni, por lo tanto antes de 1444. No vivió con la familia paterna en el Palacio Médici, pero fue probablemente recibido en una de las villas de la familia o en la casa de su madre.
Los hijos ilegítimos de la casa Médici (como Carlos de Médici) eran excluidos de la sucesión y no podían formar parte de la empresa familiar. Es bastante razonable pensar que tanto su padre como sus hermanos, entre ellos Lorenzo el Magnífico, le garantizaron una renta para vivir cómodamente, tanto, que se desposó con Luisa de Médici, pariente de una rama secundaria de la misma familia.